# Dickson Experimental Sound Film
Dickson Experimental Sound Film – najwcześniejszy film z dźwiękiem zrealizowany przez Williama K.L. Dicksona w studiu Thomasa Edisona.

## Opis
Jest to w zasadzie prosty test operatorski mający za zadanie zademonstrować możliwości techniczne nowej maszyny Edisona. Powstał między wrześniem 1894 a 2 kwietnia 1895 r. Dickson stoi w tle koło ogromnego rogu połączonego z fonografem Edisona i gra na skrzypcach melodię Song of the Cabin Boy (Piosenka majtka okrętowego). Na pierwszym planie tańczy dwóch mężczyzn. Dickson mówi tam: Good morning, Mr. Edison, glad to see you back. I hope you are satisfied with the Kineto-Phonograph. Film zachował się w zbiorach Biblioteki Kongresu Stanów Zjednoczonych.

## Rozpowszechnianie
Film nigdy nie został przedstawiony szerszej publiczności. Jest jednym z filmów zamieszczonych na trzypłytowym DVD wydanym 2004 r. pt. More Treasures from American Film Archives, 1894-1931 opracowanym przez Narodową Fundację Zachowania Filmów z pięciu amerykańskich archiwów filmowych. Według niektórych badaczy Dickson Experimental Sound Film to pierwszy film z zarejestrowanym dźwiękiem. Film ten został zrekonstruowany i zmontowany przez Waltera Murcha.

## Odbiór
W wydanej w 1981 roku książce The Celluloid Closet historyk Vito Russo opowiada o filmie tytułując go The Gay Brothers umieszczając go w kontekście historii gejowskich filmów w produkcjach amerykańskich jako jeden z pierwszych filmów z motywem LGBT. W tym samym kontekście film omawiany jest w amerykańskim filmie dokumentalnym The Celluloid Closet z 1995 r. w reżyserii Roba Epsteina i Jeffreya Friedmana.

## Wyróżnienia
| Rok wpisania | National Film Registry |
| ------------ | --- |
| 2003         | Lista filmów budujących dziedzictwo kulturalne USA utworzona przez National Film Preservation Board i przechowywana w Bibliotece Kongresu Stanów Zjednoczonych |